# سو جی هون
سو جی هون (کره‌ای: 서지훈؛ زادهٔ ۲۵ آوریل ۱۹۹۷) بازیگر اهل کره جنوبی است. او حرفهٔ بازیگری خود را در سال ۲۰۱۶ و با ایفای نقش در سریال سیگنال آغاز کرد و از آن پس در درام‌هایی مانند مدرسه ۲۰۱۷ و عشق اول من حضور پیدا کرده است.

## فیلم‌شناسی

### مجموعه تلویزیونی
| سال  | عنوان                                      | نقش                      | منابع       |
| ---- | ------------------------------------------ | ------------------------ | ----------- |
| ۲۰۱۶ | سیگنال                                     | جانگ ته جین (قسمت ۱۴)    | [ ۳ ]       |
| ۲۰۱۶ | درامای ویژه کی‌بی‌اس – The Legendary Shuttle | جو ته وونگ               | [ ۴ ]       |
| ۲۰۱۶ | شهارت دروغ                                 | به جون یونگ              | [ ۵ ] [ ۶ ] |
| ۲۰۱۷ | مدرسه ۲۰۱۷                                 | یون کیونگ وو             | [ ۷ ]       |
| ۲۰۱۷ | دفترچه زندان                               | مین شیک                  | [ ۸ ]       |
| ۲۰۱۸ | عشق اول من                                 | کانگ شین وو (جوانی)      | [ ۹ ]       |
| ۲۰۱۸ | مبهم                                       | ها میونگ وو (جوانی)      | [ ۱۰ ]      |
| ۲۰۱۸ | داستان پری                                 | کیم گوم                  | [ ۱۱ ]      |
| ۲۰۱۹ | دراما استیج – Crumbling Friendship         | کیم یونگ هون             | [ ۱۲ ]      |
| ۲۰۱۹ | خدمه گل: آژانس ازدواج چوسان                | لی سو                    | [ ۱۳ ]      |
| ۲۰۲۰ | خوش آمدی                                   | لی جه سون                | [ ۱۴ ]      |
| ۲۰۲۰ | مردها مثل همند                             | پارک دو گیوم             |             |
| ۲۰۲۱ | تقلید                                      | یون بین (قسمت ۸)         |             |
| ۲۰۲۳ | تسویه حساب: پول و قدرت                     | چا دونگ جین (قسمت ۱۰–۱۱) | [ ۱۵ ]      |
| ۲۰۲۳ | دروغگوی دوست‌داشتنی من                      | لی کانگ مین              | [ ۱۶ ]      |
| ۲۰۲۴ | استودیو عکاسی نیمه‌شب                       | یون سو میونگ (قسمت ۵–۶)  | [ ۱۷ ]      |
| ۲۰۲۴ | جوانی                                      | کیم هوان                 | [ ۱۸ ]      |

## جوایز و نامزدی‌ها
| سال  | مراسم جوایز               | دسته                                               | اثر نامزدشده                | نتیجه    |
| ---- | ------------------------- | -------------------------------------------------- | --------------------------- | -------- |
| ۲۰۱۶ | ۳۰مین جوایز درامای کی‌بی‌اس | بازیگر برتر مرد در یک درام تک پرده/ویژه/درام کوتاه | شاتل افسانه‌ای               | نامزدشده |
| ۲۰۲۰ | ۳۴مین جوایز درامای کی‌بی‌اس | بهترین بازیگر تازه‌کار مرد                          | - خوش آمدی - مردها مثل همند | برنده    |